# 長野県道192号茅野停車場八子ヶ峰公園線
長野県道192号茅野停車場八子ヶ峰公園線（ながのけんどう192ごう ちのていしゃじょうやしがみねこうえんせん）は、長野県茅野市から北佐久郡立科町を経由して、再び茅野市に至る一般県道である。

## 概要
茅野市の中央本線茅野駅から北佐久郡立科町をわずかに通過し、茅野市の八子ヶ峰公園（白樺湖ロイヤルヒルスキー場の前）に至る。
有名な観光地、蓼科・白樺湖を通過するため、沿道に宿泊施設が多いのも特徴。茅野市の茅野市街交差点から御座石神社交差点は国道299号・国道152号旧道であり、あけぼのトンネル（茅野有料道路）が有料だった時代、朝夕は茅野駅前で慢性的な渋滞が発生していた。

### 路線データ
- 起点：中央本線茅野駅
- 終点：茅野市大字北山字白樺湖（八子ヶ峰公園、白樺湖ロイヤルヒルスキー場の前）

## 路線状況

### 道の駅
- ビーナスライン蓼科湖（茅野市）

## 地理

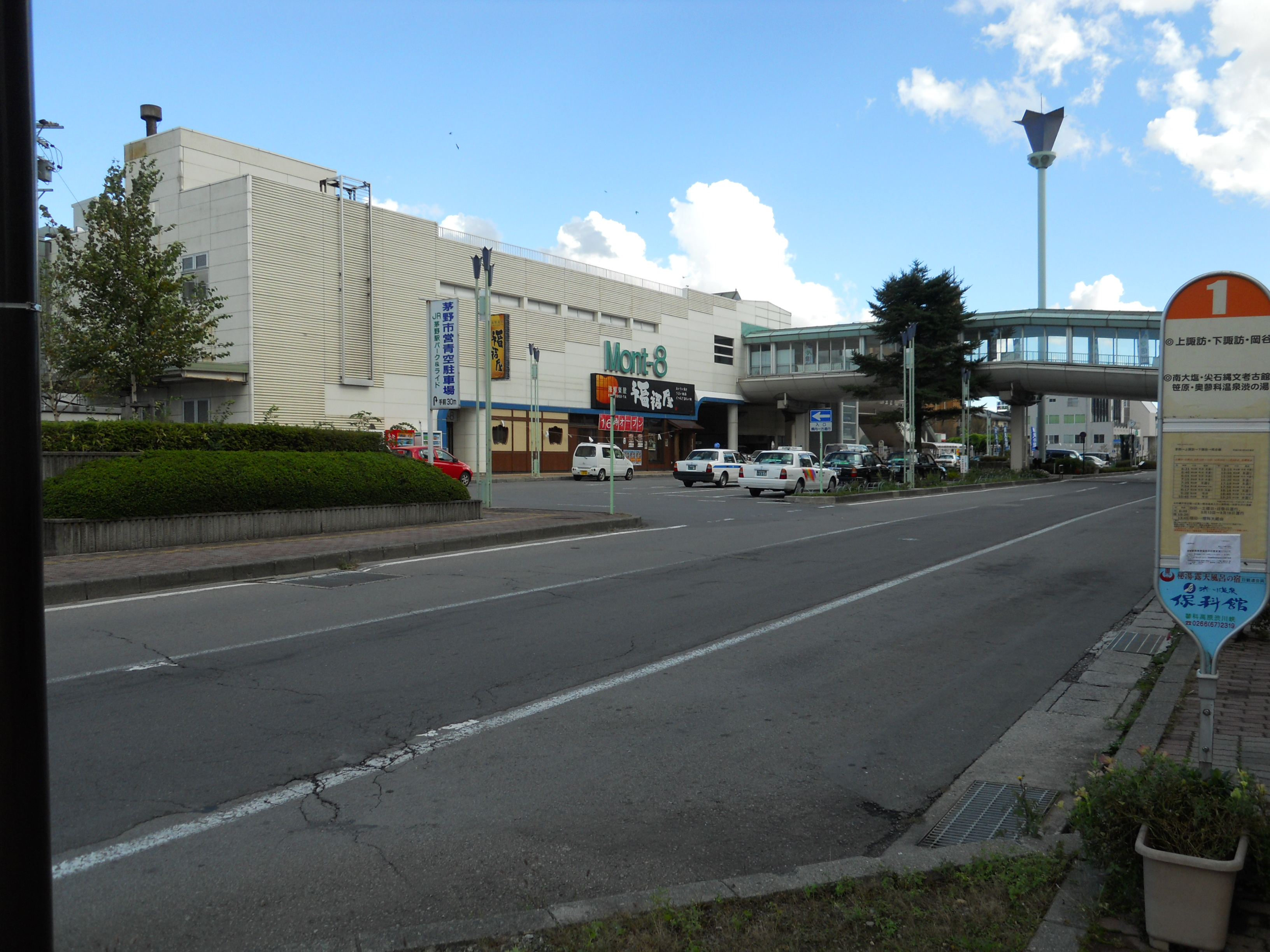
茅野駅

### 通過する自治体
- 茅野市
- 北佐久郡立科町
- 茅野市

### 交差する道路
- 長野県道197号払沢茅野線
- 長野県道188号上槻木矢ヶ崎線
- 国道299号・国道152号
- 長野県道40号諏訪白樺湖小諸線

### 沿線にある施設など
- 中央本線 茅野駅
- 茅野市立永明小学校
- 茅野市立永明中学校
- 茅野市役所
- 茅野市立米沢小学校